# Electrificadora de Santander
Electrificadora de Santander S.A. E.S.P. más conocida como ESSA, es una empresa de servicios públicos colombiana que vende el servicio de energía eléctrica a clientes del departamento de Santander, Bolívar (Cantagallo y San Pablo), Cesar (San Alberto y San Martín) y el municipio de La Esperanza en Norte de Santander. Su sede principal se ubica en Bucaramanga. Desde febrero de 2009 hace parte del Grupo EPM, luego de ser comprada en una subasta.

## Historia
ESSA fue creada en 1891 por los empresarios Julio Jones y Rinaldo Goelkel. Con esto, Bucaramanga se convierte en la tercera ciudad de Colombia, después de Bogotá, en contar con el servicio de energía eléctrica y la primera en suministrarla a la industria.
Entre 1920 y 1930 entra en funcionamiento algunas plantas hidroeléctricas, así como también plantas de generación de energía con motores Diésel, que brindaban el servicio a 27 de los 73 municipios de Santander en aquella época, constituyendo así en 1927 la Compañía Penagos S.A., para luego entrar en funcionamiento la planta denominada Zaragoza, brindando soluciones energéticas a Bucaramanga. Debido a una demanda mayor se crean otras centrales eléctricas, las cuales son Güepsa y La Cascada en San Gil.
En febrero de 2009, y por medio de subasta pública, el gobierno en cabeza del presidente de la época Alvaro Uribe Velez, vende sus acciones a Empresas Públicas de Medellín, EPM, pasando la propiedad de esta centenaria empresa bumanguesa, a formar parte de dicha casa matriz.